# Adenophorus periens
Adenophorus periens är en stensöteväxtart som beskrevs av L. Bishop. Adenophorus periens ingår i släktet Adenophorus och familjen Polypodiaceae. Inga underarter finns listade.